# ノヴォダマス
ノヴォダマス（英: Charter of novodamus）は、スコットランド土地相続法に見られた特殊な継承法。かつては土地に付随するスコットランド貴族爵位に対してもこの方法が適用された。

## 概要
今までの権利に何らかの不備があった時、あるいは封建的所有権に何らかの変動があった場合、より権利者に相応しい者が新規に所有権を取得することを指す。この場合、法的には元来の権利と変わりないものとみなされる。
爵位に関しても全く同じ考え方である。すなわち現爵位保持者が何らかの理由から別の相続人に継がせるべく一度爵位を王冠に返還する。そののち新規に勅許状を得て、より相応しい相続人に爵位継承させるという流れである。しかしながら、この特殊な継承法が現在も適用できるかは定かでない。例えば第2代ステア伯爵がノヴォダマスを用いて甥に爵位継承させようとした際、貴族院は1748年に「（こうした指名権は）スコットランド王国とイングランド王国の合同（1707年）の後に行使することは不可能」と判示している。その一方で、第2代アナンデイル侯爵は合同後の1726年にノヴォダマスを行使して爵位の再叙爵を受けているからである。

## 爵位継承への適用例
以下に爵位継承へのノヴォダマスの適用例を挙げる。ただしすべてを網羅的に示すものではない。
| 権利行使者                | 対象となった主な爵位                | 行使年 | 相続権被否認者  | 新規相続人                 | 行使理由ほか |
| ------------------------- | ----------------------------------- | ------ | --------------- | -------------------------- | --- |
| 第13代サザーランド伯爵    | サザーランド伯爵                    | 1601年 | なし            | 弟二人及び遠戚のA.ゴードン | 確執のある母方のケイスネス伯爵家を相続人から外すため。相続人を自分と二人の弟、遠縁のアダム・ゴードンの男子に限定した。 |
| 第16代クロフォード伯爵    | クロフォード伯爵                    | 1642年 | 第2代スピニー卿 | 初代リンジー伯爵           | 16代伯は議会命令により軟禁されていたが、リンジー伯爵が早期釈放と引き換えにクロフォード伯にノヴォダマスを迫ったとする文献がある。 |
| 第14代サザーランド伯爵    | サザーランド伯爵                    | 1662年 | なし            | 右欄を参照。               | 伯爵家2度目のノヴォダマス。長男ジョージとその男子を爵位継承者に指定した。 |
| モンマス公及びアン        | バクルー公爵                        | 1666年 | なし            | 右欄を参照                 | モンマス公の妻アンにも彼女自身の権利として爵位を授けるため。夫はバクルー公爵位を得ていたが、ノヴォダマスの結果、アンも独立してバクルー女公爵となった。なお夫は反乱を起こし、公位を没収された。                                                                |
| 第11代エロル伯爵          | エロル伯爵                          | 1666年 | なし            | サー・ジョン・ヘイ         | 11代伯には子がなく、三従兄弟のジョンを爵位の継承者に指名した。なお、この際に伯爵家世襲職スコットランド大司馬も返還・再叙爵された。 |
| 第2代ウィームズ伯爵       | ウィームズ伯爵                      | 1672年 | なし            | マーガレット               | 2代伯が15人の子女に先立たれたため。唯一存命した娘マーガレットを爵位の新規相続人とした。 |
| 第15代サザーランド伯爵    | サザーランド伯爵                    | 1681年 | なし            | 右欄を参照。               | 伯爵家3度目のノヴォダマス。長男ジョンとその男子を爵位継承者に指定した。 |
| 初代ハミルトン公爵        | セルカーク伯爵                      | 1688年 | なし            | チャールズ                 | 初代公は伯爵位を三男に継承させるべく爵位を返還した。直後、三男及び公爵家のヤンガーソンへの相続を許す変則的な継承権が認められた。 |
| 第2代クイーンズベリー公爵 | クイーンズベリー公爵 ドーヴァー公爵 | 1706年 | ジェイムズ      | チャールズ                 | 次男ジェイムズが人肉を食らう殺人者であったため。次男への継承権を否認し、三男チャールズを新規相続人とした。 |
| 第16代サザーランド伯爵    | サザーランド伯爵                    | 1706年 | なし            | 右欄を参照                 | 伯爵家4度目にして最後のノヴォダマス。自身と息子の両系子孫に限定した。ただしその後、16代伯は息子ウィリアムに先立たれた。 |
| 第2代アナンデイル侯爵     | アナンデイル侯爵                    | 1726年 | 自身の異母兄弟  | 対象者なし                 | 実姉に一族の財産を継がせるため、ノヴォダマスを行使して継母の子らを爵位・財産継承から外した。財産に関するノヴォダマスは有効に働いて姉が相続した。爵位については継母が訴訟を起こして勝訴、1726年のノヴォダマスが否定され、2代侯爵の異母弟が侯爵位を継いでいる。 |